# جائزة البرتغال الكبرى للدراجات النارية 2008
جائزة البرتغال الكبرى للدراجات النارية 2008 هو سباق دراجات نارية أقيم بتاريخ 13 أبريل 2008 في حلبة إستوريل. كان الجولة الثالثة من أصل 18 في سباق الجائزة الكبرى للدراجات النارية موسم 2008. فاز الإسباني خورخي لورنزو بفئة الموتو جي بي بينما جاء الإسباني داني بيدروسا في المركز الثاني وحصل على المركز الثالث الإيطالي فالنتينو روسي.

## وصلات خارجية
- الموقع الرسمي